# Challenger de Todi 2014
El Distal & ITR Group Tennis Cup 2014 fue un torneo de tenis profesional jugado en canchas de tierra batida. Se disputó la 8.ª edición del torneo que formó parte del circuito ATP Challenger Tour 2014. Se llevó a cabo en Todi, Italia entre el 30 de junio y el 6 de julio de 2014.

## Jugadores participantes del cuadro de individuales

### Cabezas de serie
| País                  | Jugador               | Ranking1 | N.º |
| --------------------- | --------------------- | -------- | --- |
| Bandera de Austria    | Andreas Haider-Maurer | 95       | 1   |
| Bandera de Argentina  | Máximo González       | 116      | 2   |
| Bandera de Italia     | Filippo Volandri      | 117      | 3   |
| Bandera de Eslovaquia | Norbert Gomboš        | 128      | 4   |
| Bandera de Eslovenia  | Aljaž Bedene          | 140      | 5   |
| Bandera de Eslovaquia | Andrej Martin         | 162      | 6   |
| Bandera de Italia     | Thomas Fabbiano       | 170      | 7   |
| Bandera de Italia     | Andrea Arnaboldi      | 171      | 8   |

- 1 Se ha tomado en cuenta el ranking del día 23 de junio de 2014.

### Otros participantes
Los siguientes jugadores recibieron una invitación (wild card), por lo tanto ingresan directamente al cuadro principal (WC):
- Roberto Marcora
- Stefano Travaglia
- Antonio Massara
- Alessandro Giannessi

Los siguientes jugadores ingresan al cuadro principal tras disputar el cuadro clasificatorio (Q):
- Maximilian Neuchrist
- Guillermo Durán
- Renzo Olivo
- Matteo Donati

## Jugadores participantes en el cuadro de dobles

### Cabezas de serie
| País                        | Jugador         | País                        | Jugador         | Ranking1 | N.º |
| --------------------------- | --------------- | --------------------------- | --------------- | -------- | --- |
| Bandera de Argentina        | Guillermo Durán | Bandera de Argentina        | Máximo González | 161      | 1   |
| Bandera de Italia           | Riccardo Ghedin | Bandera de Italia           | Claudio Grassi  | 256      | 2   |
| Bandera de los Países Bajos | Stephan Fransen | Bandera de los Países Bajos | Wesley Koolhof  | 334      | 3   |
| Bandera de Venezuela        | Roberto Maytín  | Bandera de Argentina        | Andrés Molteni  | 334      | 4   |

- 1 Se ha tomado en cuenta el ranking del día 23 de junio de 2014.

## Campeones

### Individual Masculino
- Aljaž Bedene derrotó en la final a  Márton Fucsovics, 2-6, 7-64, 6-4.

### Dobles Masculino
- Guillermo Durán /  Máximo González derrotaron en la final a  Riccardo Ghedin /  Claudio Grassi por 6-1, 3-6, 10-7.